# Middletown (Kentucky)
Middletown – miasto w Stanach Zjednoczonych, w stanie Kentucky, w hrabstwie Jefferson.